# Lula Pena
Lula Pena (Lisboa, 15 de Maio de 1974), é uma cantora portuguesa.
Estudou design gráfico e comunicação visual na escola de Artes Visuais António Arroio, em Lisboa. Mudou-se para Bruxelas em 1992, onde descobriu que a distância é um dos pilares do Fado.
Lula é diminutivo de Maria de Lurdes, Pena é nome de família.
Lula é a voz de uma das músicas mais aplaudidas de Rodrigo Leão, Pasión.

## Discografia
- (1998) Phados
- (2010) Troubadour
- (2017) Archivo Pittoresco